# María Teresa Castañón
María Teresa Castañón Silva (27 de octubre de 1978) es una trabajadora social y política chilena. Fue intendenta de la Región de Magallanes y de la Antártica Chilena.

## Biografía
María Teresa Castañón es hija de Manuel Castañón Montes y Luz Silva Cielo. Realizó sus estudios de enseñanza básica en la Escuela Juan Williams E-19, y su educación media en el Liceo de Niña Sara Braun. Se tituló como Licenciada en Trabajo Social en la Universidad Santo Tomás.

### Carrera política
Durante el primer gobierno de Sebastián Piñera, ejerció como Coordinadora Provincial del Programa de Fortalecimiento de la Gestión Provincial del Sistema de Protección Social en la Gobernación de Magallanes. Fue directora regional del Servicio Nacional de la Mujer (Sernam).
También fue concejala por Punta Arenas, presidenta regional de Renovación Nacional y Seremi de Desarrollo Social.
Fue designada por el presidente Piñera como Intendenta de Región de Magallanes y de la Antártica Chilena desde 11 de julio de 2018 hasta su despido el 12 de febrero del 2019.